# Николай Хаджиев
Николай Хаджиев е български полицай, главен комисар, директор на Главна дирекция „Национална полиция“ от 16 септември 2020 до 8 юни 2021 г.

## Биография
Роден е 27 януари 1981 г. в Пловдив. През 2005 г. завършва противодействие на престъпността и опазване на обществения ред в Академията на МВР. Започва работа като разследващ полицай в отдел „Пътна полиция“ на СДВР. На следващата година е на същата позиция в отдел „Разследване“. По-късно завършва магистратура по стратегическо ръководство и управление на сигурността и опазване на обществения ред в Академията на МВР и право в Югозападния университет в Благоевград. От 2009 г. е разузнавач към сектор „Наркотици“ на СДВР. Между 2010 и 2013 г. е началник на група в същия сектор. През 2013 г. оглавява сектор „Наркотици“. Остава на тази позиция до 2015 г., когато е назначен за началник на отдел „Противодействие на Криминалната престъпност“. От 2016 г. е началник на Областната дирекция на МВР в Благоевград, където остава до 17 юни 2019 г., когато е назначен за заместник-директор на Главна дирекция „Национална полиция“. Отговаря за отделите „Криминална полиция“ и „Икономическа полиция“. От 24 юли 2020 г. е назначен за директор на Главна дирекция „Национална полиция“. Освободен е на 8 юни 2021 г. и преназначен на друг пост.